# Aspergill

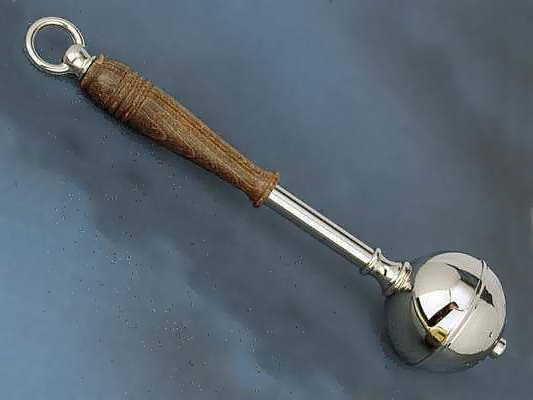
Aspergill

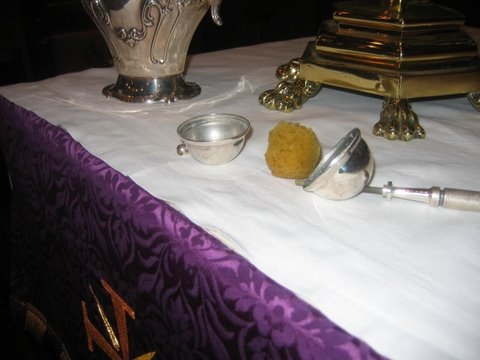
Schwamm im Kopf eines Aspergills

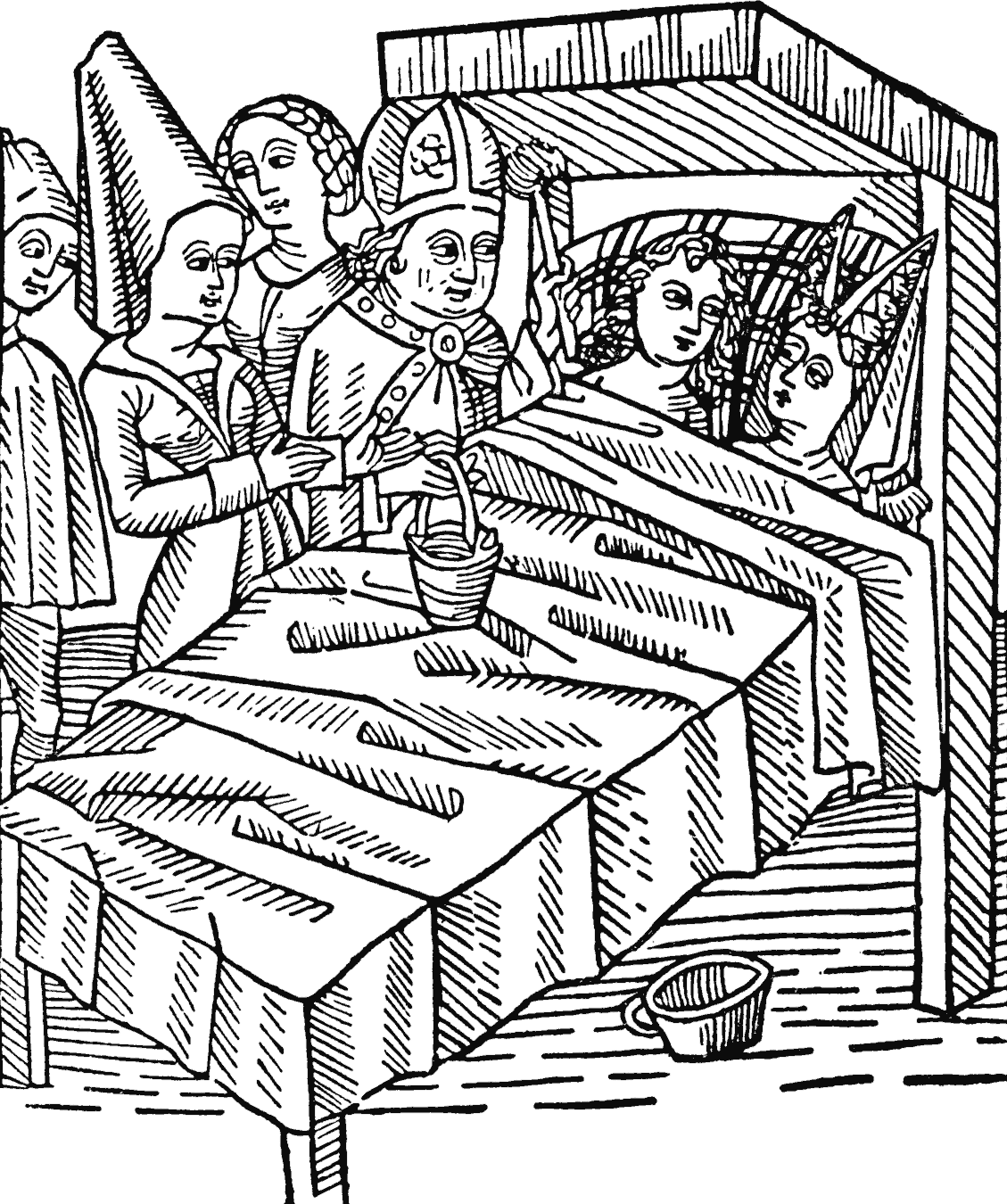
Ein Bischof segnet ein Brautpaar im Brautbett – mittelalterliche Darstellung

Das Aspergill (lateinisch aspergillum von aspergere ‚besprengen‘) ist ein liturgisches Gerät, das zum Besprengen mit Weihwasser genutzt wird, etwa beim Asperges bzw. zum  segnen. Ursprünglich trug das Gerät im deutschen Sprachraum den Namen Sprengel oder Sprengil. Umgangssprachlich bezeichnet man das Gerät heute auch als Weihwassersprenger, Weihwasserwedel oder Sprengwedel.

## Beschreibung
Das Aspergill besteht aus einer hohlen Kugel, in die kleine Löcher eingestanzt sind und in der sich ein Schwamm befindet. Ältere wie auch moderne Versionen bestehen aus einem metallenen, oft silbernen Schaft, an dessen Ende ein pinselartiger Wedel aus Tierhaar eingesetzt ist. Auch Borstenwedel, die am Ende des Schaftes kugelförmig angeordnete Borsten haben, sind im Gebrauch.
Es existieren auch handliche Varianten (Taschenaspergill), die innen ein durch einen Schraubring zu öffnendes Behältnis für eine geringe Menge Weihwasser besitzen. Somit wird kein zusätzlicher Weihwasserbehälter benötigt (z. B. zur Mitnahme auf den Friedhof oder zur Krankensegnung).

## Geschichte
Das aspergillum wurde vom Christentum einerseits aus den liturgischen Gebräuchen des Alten Bundes, andererseits aus der Religio Romana übernommen, wo es neben anderen rituellen Gegenständen eines der wichtigsten Accessoires des Pontifex Maximus war und auch hier zum Besprengen mit geweihtem Wasser verwendet wurde.

## Etymologie
Die Bezeichnungen Sprengel oder Sprengil kommen aus dem katholischen Sprachgebrauch und bezeichneten ursprünglich den Weihwassersprenger, der für das Besprengen mit Weihwasser genutzt wird. Die Worte Sprengel oder Sprengil wurden später in der römisch-katholischen Kirche für den Weihwassersprenger nicht mehr verwendet, sondern durch die eingedeutschte und entlehnte Form Aspergill (lateinisch: aspergere – besprengen/bespritzen) ersetzt.